# تغلث فلاسر الثاني
تغلث فلاسر الثاني هو ملك لآشور من القرن 10 ق م، حسب قائمة ملوك آشور ذكرت أنه حكم لمدة 32 سنة، من سنة 967 إلى سنة 935 ق م. خلف الحكم من والده آشور ريش إيشي الثاني، لم تتكلم المصادر عنه بشكل كثير. خلفه في الحكم إبنه آشور دان الثاني.